# Ałła Kusznir
Ałła Kusznir (Alla Kushnir-Stein, ur. 11 sierpnia 1941 w Moskwie, zm. 2 sierpnia 2013 w Tel Awiwie) – izraelska szachistka rosyjskiego pochodzenia, trzykrotna uczestniczka meczów o mistrzostwo świata kobiet.

## Kariera szachowa
W latach 1964–1972 Kusznir była najgroźniejszą rywalką ówczesnej mistrzyni świata Nony Gaprindaszwili. W kolejnych trzech cyklach wygrywała eliminacje (w 1964 i 1967 roku - turnieje pretendentek, w 1971 roku finałowy mecz z Naną Aleksandriją) i awansowała do decydującego meczu. Najbliżej tytułu mistrzyni świata była w 1972 roku w Rydze, gdzie przegrała z Gaprindaszwili jednym punktem (7½ - 8½). Poprzednie dwa mecze: w Rydze (1965) oraz w Tbilisi i Moskwie (1969) Gruzinka wygrywała ze sporą przewagą.
Kusznir dwukrotnie reprezentowała ZSRR na olimpiadach szachowych, w 1969 i 1972 roku, zdobywając wraz z drużyną dwa złote medale. W 1970 roku zajęła pierwsze miejsce w mistrzostwach Związku Radzieckiego. W 1973 roku wyszła za mąż i wyemigrowała do Izraela. W barwach swojej nowej ojczyzny zdobyła złoty medal na olimpiadzie w Hajfie w 1976 roku (w olimpiadzie nie brali udziału reprezentanci ZSRR i innych krajów tak zwanego obozu demokracji ludowej). Uczestniczyła również w rozgrywkach o mistrzostwo świata. Po wygraniu wraz z Jeleną Achmyłowską turnieju międzystrefowego w 1976 roku oraz meczów eliminacyjnych, w 1978 roku przegrała finałowy mecz pretendentek z przyszłą mistrzynią świata, Mają Cziburdanidze. W 1976 roku jako jedna z pierwszych szachistek Kusznir otrzymała tytuł arcymistrzyni, wprowadzony wówczas przez Międzynarodową Federację Szachową.
Najwyższy ranking w karierze osiągnęła 1 stycznia 1987 r., posiadała wówczas 2430 punktów (jej ranking wzrósł wówczas o 100 punktów, decyzją FIDE). Na liście w dniu 2 stycznia 1977 r. z wynikiem 2390 punktów zajmowała 2. miejsce na świecie. Od 1981 r. nie uczestniczy w turniejach klasyfikowanych przez Międzynarodową Federację Szachową.